# Ik zing van het leven
Ik zing van het leven is na de studiogrammofoonplaat 'Liedjes voor jou' uit 1972, het tweede studioalbum van Toon Hermans en is uitgebracht in 1996. Het album bevat liedjes met muziek en teksten van Hermans geproduceerd door Gé Reinders. Het album is opgenomen in de P.V.M. Studio in Deurne.
Op het nummer 'Lieverd' is Toots Thielemans te horen op mondharmonica.

## Nummers
| Nr. | Titel                              | Schrijver(s)              | Duur |
| --- | ---------------------------------- | ------------------------- | ---- |
| 1.  | De zon gaat op                     | Toon Hermans              | 4:36 |
| 2.  | Zee zijn met de zee                | Toon Hermans              | 4:55 |
| 3.  | De dingen                          | Toon Hermans              | 4:44 |
| 4.  | Lieverd                            | Toon Hermans              | 3:58 |
| 5.  | ‘t Regent                          | Toon Hermans              | 4:56 |
| 6.  | Vriend                             | Toon Hermans              | 4:13 |
| 7.  | Jam                                | Toon Hermans              | 4:04 |
| 8.  | Het wonder                         | Toon Hermans              | 5:06 |
| 9.  | ’n Heel klein walsje/ petite walse | Gé Reinders, Toon Hermans | 5:05 |
| 10. | Grapje                             | Toon Hermans              | 1:51 |
| 11. | Bitterbal                          | Toon Hermans              | 3:10 |
| 12. | In ’t graas van de wei             | Toon Hermans              | 2:17 |